# Glenogryllacris pretiosa
Glenogryllacris pretiosa is een rechtvleugelig insect uit de familie Gryllacrididae. De wetenschappelijke naam van deze soort is voor het eerst geldig gepubliceerd in 1930 door Karny.